# Расказов Анатолій Іванович
Анато́лій Іва́нович Раска́зов (16 січня 1941 — 17 лютого 2010) — колишній штатний фотограф, ілюстратор, декоратор, оформлювач ландшафту на ЧАЕС. За командою керівництва задокументував із землі та з вертольота масштаби руйнування 4-го енергоблоку після аварії. Його авторству належать велика кількість історичних світлин Прип'яті та ЧАЕС до аварії.

## Життєпис
Расказов народився 16 січня 1941 року в Новоекономічному, Красноармійський район, Донецька область, Україна.

## Документування Чорнобильської катастрофи
26 квітня 1986 року, вранці після вибуху в бункері неподалік енергоблоку, зібрався оперативний штаб, створений різноманітним керівним складом для вирішення подальших дій щодо аварії. Заступник головного інженера Микола Карпан запропонував свій план дій: гасіння реактора приблизно однією тонною борної кислоти, відмінити закачування води як неефективне, виконувати радіологічний моніторинг на БТР території навколо блоку та виконати фотозйомку реактора зверху. За припущеннями заступника головного інженера (які потім підтвердились), після розтравлення залишків палива від сповільнюючих ізотопів йоду та ксенону будуть повторні вибухи. Розуміння плану дій із землі передбачало фотозйомку залишків реактора згори. Із землі було видно лише періодичну заграву рубінового кольору від іонізованого повітря. Команда у складі фотографа в супроводі двох солдатів та двох цивільних з Московського інституту підвищення кваліфікації «Атоменерго» провела фото- та відеозйомку палаючого з середини реактора. Перший рулон плівки вигорів від випромінювання. Другий був лише незначно пошкоджений радіацією. Додому повернувся з «ядерним засмаганням» — коричнево-червоним кольором шкіри й відразу знепритомнів. Фотографував реактор, висунувшись по пояс із відчиненого вікна вертольота, з відстані 200 метрів; військовики притримували його за ноги, оскільки через скло ілюмінатора фотографувати неможливо. Йому ж належать фотозвіти про будівництво першого укриття навколо реактора. Більшість його фотографій, які засекретив КДБ, так і не були опубліковані. Ті фото, які надали для друку, ретельно відібрані та / або відредаговані, а через роки їх опубліковано в книжці без акредитації. На ліквідації пропрацював 1986 по 1990 р.р. Пізніше перейшов працювати в управління будівництва ЧАЕС, у 10-кілометрову зону на діючий високовольтний розподільчий пристрій дозиметристом та й далі займався улюбленою справою — фотографуванням. Помер у 2010 році.